# BM-21 Grad
BM-21 Grad (Ruski: БМ-21 "Град") je sovjetski 122 mm višecijevni lanser raketa razvijeni ranih 1960-ih. BM (Ruski: Боевая Машина) znači borbeno vozilo, dok grad (Ruski: Град) znači tuča. U zapadnim zemljama znan je kao M1964. Koristi se u preko 50 država i danas je vjerojatno najrasprostranjeniji sustav raketnog topništva. Zahvaljujući svom uspjehu mnoge su države kopirale ili razvile sličnu inačicu ovog sustava.
Čehoslovačka verzija ovog sustava je RM-70.

## Poveznice
|  | Zajednički poslužitelj ima još gradiva o temi BM-21 Grad |